# Freno de motor
El freno de motor es el acto de usar la fuerza de oposición al movimiento presente en un motor de combustión interna para disipar la energía que él mismo genera y así reducir la velocidad de un vehículo. Este sistema de frenado es vital para la operación de los vehículos de carga pesada, ya que es el más efectivo sistema de frenado que se puede utilizar a altas velocidades sin someter a la máquina a grandes esfuerzos, que, a la larga, resultan nocivos. 

Los cuatro tiempos del motor diésel

## Principio
La compresión de gas y de vapor precisa de energía como se describe en las teorías de la química física y de la termodinámica. La compresión en un motor se lleva a cabo por el momento de inercia del vehículo y por el momento angular del volante de inercia. Cuando un conductor activa un sistema de frenado por motor este último se transforma en un compresor de aire capaz de absorber la energía cinética proveniente de las ruedas del vehículo y así reducir la velocidad sin someter al sistema de frenos a sobresfuerzos propios de los vehículos de carga pesada.
El frenado ocurre por la transformación de la energía cinética propia del movimiento del vehículo en movimiento través del tren motriz hasta llegar al motor en donde por medio de un artificio mecánico que transforma el motor en un compresor de aire y se convierte esta energía en calor al comprimir el aire que fue capturado dentro del motor en la carrera de admisión.  Dicha conversión de energía ocurre porque los motores de combustión interna de cuatro tiempos necesitan comprimir la mezcla de combustible antes de la ignición, para conseguir energía mecánica de la expansión. Los motores diésel son adiabáticos y no tienen bujías, y usan la energía transmitida al aire durante la compresión para prender directamente la mezcla cuando se inyecte el combustible.
Cuando se activa el freno del motor, se altera la operación de las válvulas de escape del motor, de modo que este funciona como compresor de aire receptor de potencia. De esta manera se produce una acción de retardo o reducción de la velocidad en las ruedas propulsoras del vehículo, que permite controlar mejor el vehículo sin usar el freno de servicio.

## Historia
El freno de motor fue creado por Clessie Cummins después de sufrir un accidente que casi le cuesta la vida por un recalentamiento en el sistema de frenado de un camión que él conducía.
Cummins aumentó su venta en motores diésel en la llegada de la Segunda Guerra Mundial, ya que  aseguró el éxito de la incipiente campaña. El ejército estadounidense compró todos los motores en camiones de la posguerra y creció la compañía,  Clessie Cummins obtuvo 33 patentes por sus grandes inventos y fue reconocido mundialmente en el Central Indiana Business Hall Of Fame.
Actualmente Cummins Inc. es una de las empresas más conocidas del mundo por "el padre del diésel" Clessie Lyle Cummins, que ahora es dirigida por su hijo Clessie Lyle Cummins Jr.

## Funcionamiento
En el caso de los motores diésel, cuyos mecanismos no incluyen la carburación, la forma más común de frenar con el motor consiste en disminuir su compresión mediante la liberación de aire comprimido, lo cual solo es posible para equipos de carga pesada.
Este sistema consta de una carcasa de hierro fundido que contiene las válvulas solenoides de control, dispuestos en la parte superior del tren de balancines. Una vez se cumplen las condiciones para la aplicación del freno, dichos solenoides son electrizados ya sea por el módulo de control electrónico en los motores más recientes o por activación directa desde la cabina en máquinas más antiguas. Una vez que la válvula solenoide es activada, permite el paso del aceite hacia la cámara del pistón maestro, luego este empuja el aceite hacia otro pistón llamado "esclavo", este circuito hidráulico está diseñado para abrir parcialmente las válvulas de escape del motor cerca del final de la carrera de compresión, dicha fase en la que normalmente se cierran para proporcionar mayor energía, las válvulas de escape se cierran justo después de que el pistón baja, al alterar la operación de las válvulas de escape, se produce la liberación adiabática de cierto volumen de aire muy comprimido que se escapa a través de los múltiples y sale por el escape hacia la atmósfera, y de esta forma se evita que la energía regrese al pistón del motor en la carrera de empuje descendente,  por lo tanto, el pistón viaja en carrera de descenso creando un vacío en la cámara, de este modo, no se produce combustión ni se aplica una fuerza firme sobre el pistón, dejando escapar aire una y otra vez en ciclos repetitivos hasta conseguir disipar la fuerza motriz, reduciendo así la frecuencia de explosiones del motor, esta pérdida de energía se toma de las ruedas traseras, las cuales proporcionan la acción de frenado del vehículo.

## Utilización
El freno de motor no aumenta el desgaste del motor diésel. Puede ser usado en bajadas y curvas durante varios kilómetros sin ser desconectado. Además de ayudar en el frenado en curvas y bajar pendientes fuertes con seguridad, resulta sumamente efectiva y redunda en notables ahorros en los costos de mantenimiento, debido a que los sistemas de frenado hidráulicos se usan menos.
Este es un dispositivo reductor de la velocidad de la marcha, no de parada del vehículo. De esta manera se produce una acción de retardo o reducción de la velocidad en las ruedas propulsoras, que permite controlar mejor el vehículo sin usar el freno de servicio. No sustituye el sistema de frenado de servicio. Deben usarse los frenos de servicio para detener el vehículo totalmente.

## Recomendaciones
Siempre active el freno de motor antes de comenzar la pendiente para asegurarse de que efectivamente funcionan. 
Si la pendiente aumenta, se pueden bajar las marchas que se considere necesario para mantener la velocidad dentro de los márgenes para controlar el equipo, no importando la distancia a recorrer debido a que el motor en esos momentos funciona como un compresor de aire sin entrar combustible a los cilindros del motor.  
No exceda las revoluciones por minuto recomendadas por el fabricante del motor, ya que un mal uso genera daños internos muy costosos y largo tiempo de reparación. 

## Marco legal
En algunos lugares, su uso está prohibido o restringido por las leyes del tránsito, debido al fuerte ruido que provoca la liberación súbita del aire comprimido, capaz de perjudicar la tranquilidad ciudadana sobre todo en pueblos y ciudades.
- Datos: Q176705